# Karin Milger
Karin Milger geb. Jendrossek (* 2. Dezember 1955 in Celle) ist eine deutsche Juristin. Sie war bis zu ihrem Eintritt in den Ruhestand am 30. September 2021 Richterin am Bundesgerichtshof.

## Leben
Nach einem Studium an der Georg-August-Universität Göttingen sowie in den USA (LL.M.) und der Promotion in Göttingen 1981 begann sie 1984 eine Laufbahn im höheren Justizdienst des Landes Niedersachsen. Sie war bei der Staatsanwaltschaft Braunschweig, an den Amtsgerichten Braunschweig und Wolfenbüttel sowie am Landgericht Braunschweig tätig. 1989 wurde sie Richterin am Amtsgericht Wilhelmshaven. Nach einer Tätigkeit im Niedersächsischen Justizministerium wurde sie 1996 zur Richterin am Oberlandesgericht Oldenburg ernannt. Im November 2001 wurde sie Vizepräsidentin des Landgerichts Oldenburg. Dort war sie Vorsitzende einer Großen Strafkammer und einer Zivilkammer. Sie ist Mitglied des Justizprüfungsamtes im Niedersächsischen Justizministerium.
2006 wurde Milger zur Richterin am Bundesgerichtshof ernannt und dort dem VIII. Zivilsenat zugewiesen, dessen Vorsitzende sie seit dem 1. Juli 2014 bis zu ihrem Eintritt in den Ruhestand war. Ferner fungierte sie dort als stellvertretende Pressesprecherin.